# Piscine - Incontri a Beverly Hills
Piscine - Incontri a Beverly Hills (Hugo Pool) è un film del 1997, diretto da Robert Downey Sr.

## Trama
Hugo è una ragazza particolare, soffre di diabete e lavora facendo pulizie e altri lavori per le piscine della città; i suoi genitori sono separati, la madre giocatrice di azzardo e il padre ex tossicodipendente. Un giorno lei offre ai suoi genitori supporto economico in cambio di aiuto; quello stesso giorno conosce un ragazzo che soffre di SLA e nasce un amore tra loro, inoltre la madre vince alle corse dei cavalli quella sera. Sembra che tutto si sia sistemato, ma alla fine la vita chiede il conto.